# Pedro de Solís y Valenzuela
Pedro de Solís y Valenzuela (Santafé de Bogotá, 10 de mayo de 1624-1711) fue un escritor neogranadino, autor de El desierto prodigioso y prodigio del desierto, una novela con elementos barrocos y manieristas escrita en Bogotá a mediados del siglo xvii. Ha sido considerado la primera del género en Hispanoamérica. Presenta un fuerte componente religioso, en el cual sobresalen como parámetros de la obra la vocación y el ascetismo de sus personajes, que asimismo presentan o cuentan momentos de libertinaje.El cual fue uno de los mejores escritores en esta época ya que dejó sus obras remarcadas .

## Biografía
Pedro de Solís y Valenzuela nació el 10 de mayo de 1633 en Santafé de Bogotá, hijo del cirujano Pedro Fernández de Valenzuela y su esposa de Juana Vásquez de Solís, ambos oriundo de España. Él fue el segundo de siete hijos, cuatro mujeres de las cuales tres fueron religiosas y tres hijos, siendo el menor. Pedro que terminó siendo sacerdote católico además de escritor. Como su hermano mayor, Fernando estudió en el Colegio Mayor de San Bartolomé. Este instituto tenía por tradición un viaje al Convento de Frailes Agustines, junto a su hermano y otros amigos visita el convento de frailes agustinos del desierto de la Candelaria, en el municipio boyacense de Ráquira, un viaje que inspiró su novela El desierto prodigioso y prodigio del desierto, su primera y principal obra escrita en Hispanoamérica. El desierto prodigioso y prodigio del desierto es la obra que destacó a Pedro sobre otros autores de esta época, ya que es considerada la primera novela latinoamericana y es una clara representación del barroco, como se puede observar desde el título, por el juego de palabras. Está basada en el viaje que él emprendió por el desierto con su hermano Fernando y su primo. El desierto prodigioso y prodigio del desierto presenta elementos fuertemente religiosos y describe también el trato al que se sometía a los indígenas.
Publicó asimismo otras obras, como el sermón de Panochalco sagrado, en alabanza del serafín de las soledades, San Bruno, Epítome breve de la vida y muerte del Ilustrísimo doctor don Bernardino de Almansa, Fénix cartuxana: Vida del gloriosíssimo Patriarca San Bruno y un Víctor y festivo parabién y aplauso gratvlatorio a la Emperatriz de los Cielos, Reyna de los Ángeles María Santissima Señora Nuestra, en la Victoria de su puríssima Concepción. Otros títulos que no se publicaron o que se limitaron a ser proyectos son Retórica cristiana, El despertador de la vida, Asombros de la muerte, y Madre Sor Ana de San Antonio.